# 비트루비우스적 인간
비트루비우스적 인간(Vitruvian Man) 또는 인체 비례도(Canon of Proportions)는 레오나르도 다 빈치가 1490년경에 그린 소묘 작품이다.
고대 로마의 건축가 비트루비우스가 쓴 ‘건축 10서(De architectura)' 3장 신전 건축 편에서 ‘인체의 건축에 적용되는 비례의 규칙을 신전 건축에 사용해야 한다’고 쓴 대목을 읽고 그렸다고 전해진다. 원문을 옮기면서 고대의 인체 비례론을 그대로 받아들이지 않고 실제로 사람을 데려다 눈금자를 들이대면서 측정한 결과를 글로 적어두었다.
“자연이 낸 인체의 중심은 배꼽이다. 등을 대고 누워서 팔 다리를 뻗은 다음 컴퍼스 중심을 배꼽에 맞추고 원을 돌리면 두 팔의 손가락 끝과 두 발의 발가락 끝이 원에 붙는다… 정사각형으로도 된다. 사람 키를 발바닥에서 정수리까지 잰 길이는 두 팔을 가로 벌린 너비와 같기 때문이다.” 라고 레오나르도 다빈치는 말하였다. 

레오나르도 다빈치는 사람의 손가락과 손바닥, 발바닥과 머리, 귀와 코의 크기 등을 숫자로 계산하면서 사람 몸을 기하학적 관점에서 수학적으로 계량화하는 고대 사상을 실험하게 되었다. 레오나르도는 비트루비우스의 설명을 그림으로 옮기면서 고대의 인체비례론을 그대로 받아들이지 않고 실제로 사람들을 데려다 실측하여 기록하였다.